# Лепенац (Брус)
Лепенац је насеље у Србији у општини Брус у Расинском округу. Према попису из 2022. било је 783 становника (према попису из 1991. било је 991 становника).

## Демографија
У насељу Лепенац живи 732 пунолетна становника, а просечна старост становништва износи 39,7 година (38,7 код мушкараца и 40,8 код жена). У насељу има 275 домаћинстава, а просечан број чланова по домаћинству је 3,39.
Ово насеље је великим делом насељено Србима (према попису из 2002. године).
|  |

| Демографија | Демографија | Демографија |
| Година      | Становника  | Становника  |
| ----------- | ----------- | ----------- |
| 1948.       | 981         |             |
| 1953.       | 1.023       |             |
| 1961.       | 1.014       |             |
| 1971.       | 934         |             |
| 1981.       | 953         |             |
| 1991.       | 991         | 960         |
| 2002.       | 932         | 990         |

| Етнички састав према попису из 2002.‍ | Етнички састав према попису из 2002.‍ | Етнички састав према попису из 2002.‍ | Етнички састав према попису из 2002.‍ | Етнички састав према попису из 2002.‍ |
| ------------------------------------ | ------------------------------------ | ------------------------------------ | ------------------------------------ | ------------------------------------ |
|                                      |                                      |                                      |                                      |                                      |
| Срби                                 | Срби                                 |                                      | 927                                  | 99,46%                               |
| непознато                            | непознато                            |                                      | 5                                    | 0,53%                                |

| Година пописа     | 1948. | 1953. | 1961. | 1971. | 1981. | 1991. | 2002. |
| ----------------- | ----- | ----- | ----- | ----- | ----- | ----- | ----- |
| Број домаћинстава | 126   | 146   | 161   | 186   | 216   | 245   | 275   |

| Број чланова      | 1  | 2  | 3  | 4  | 5  | 6  | 7 | 8 | 9 | 10 и више | Просек |
| ----------------- | -- | -- | -- | -- | -- | -- | - | - | - | --------- | ------ |
| Број домаћинстава | 39 | 60 | 41 | 71 | 32 | 25 | 4 | 1 | 1 | 1         | 3,39   |

| Пол    | Укупно | Неожењен/Неудата | Ожењен/Удата | Удовац/Удовица | Разведен/Разведена | Непознато |
| ------ | ------ | ---------------- | ------------ | -------------- | ------------------ | --------- |
| Мушки  | 399    | 118              | 257          | 23             | 1                  | 0         |
| Женски | 383    | 64               | 256          | 61             | 1                  | 1         |
| УКУПНО | 782    | 182              | 513          | 84             | 2                  | 1         |

| Пол    | Укупно                    | Пољопривреда, лов и шумарство | Рибарство                            | Вађење руде и камена | Прерађивачка индустрија       |
| ------ | ------------------------- | ----------------------------- | ------------------------------------ | -------------------- | ----------------------------- |
| Мушки  | 203                       | 60                            | 0                                    | 0                    | 69                            |
| Женски | 98                        | 47                            | 0                                    | 0                    | 25                            |
| УКУПНО | 301                       | 107                           | 0                                    | 0                    | 94                            |
| Пол    | Производња и снабдевање   | Грађевинарство                | Трговина                             | Хотели и ресторани   | Саобраћај, складиштење и везе |
| Мушки  | 2                         | 14                            | 9                                    | 9                    | 15                            |
| Женски | 1                         | 0                             | 7                                    | 2                    | 2                             |
| УКУПНО | 3                         | 14                            | 16                                   | 11                   | 17                            |
| Пол    | Финансијско посредовање   | Некретнине                    | Државна управа и одбрана             | Образовање           | Здравствени и социјални рад   |
| Мушки  | 1                         | 3                             | 8                                    | 2                    | 0                             |
| Женски | 0                         | 2                             | 2                                    | 3                    | 6                             |
| УКУПНО | 1                         | 5                             | 10                                   | 5                    | 6                             |
| Пол    | Остале услужне активности | Приватна домаћинства          | Екстериторијалне организације и тела | Непознато            | Непознато                     |
| Мушки  | 4                         | 0                             | 0                                    | 7                    | 7                             |
| Женски | 1                         | 0                             | 0                                    | 0                    | 0                             |
| УКУПНО | 5                         | 0                             | 0                                    | 7                    | 7                             |